# 一関市立南小学校
一関市立南小学校（いちのせきしりつ みなみしょうがっこう）は、岩手県一関市南町にある公立小学校。略称は南小（なんしょう）。

## 概要
一関市街地の南に位置し、60年以上の歴史を有する小学校である。
校歌は勝承夫が作詞し、橋本秀次が作曲した。歌は3番まであり、1番と3番には付近の地名である「機織山」や、市内を流れる「磐井川」が登場する。
校章は市民から募集し、三浦盛男の作品を採用した。

## 沿革
- 1957年（昭和32年）10月1日 - 真柴小学校区、一関小学校区、萩荘小学校区を併合する形で現在地に開校[5][6]。
- 1959年（昭和34年）
  - 4月1日 - 校章を制定[4]。
  - 一関小学区から6民区分移行[6]。
- 1960年（昭和35年）
  - 3月 - 校歌を制定[4]。
  - 7月15日 - 屋内体育館を落成[5]。
- 1965年（昭和40年）8月1日 - プールを落成[4]。
- 1968年（昭和43年） - 一関小学区の4民区分を加え、現在の学区となる[6]。
- 2000年（平成12年）
  - 1月 - 新校舎と新屋内運動場を落成[7][8]。
  - 2月 - 新校舎での授業を開始[9]。
- 2001年（平成13年） - 吸川親水ゾーン「すいすい公園」を設置[3]。
- 2016年（平成28年）4月 - 子どもの読書活動優秀実践校として、文部科学大臣賞を受賞[3]。

## 地区との関わり
学校裏を流れる「吸川」に関する活動を長年行っている。2002年には総合学習で吸川について調査していた4年生6人が、川のせせらぎの音に興味を抱いたことから「吸川せせらぎ隊」を結成した。

## 教育目標
2024年度の教育目標。
- 明るく思いやりのある子ども（あかるく）
- 進んで学びよく考える子ども（かしこく）
- 強い体で実行力のある子ども（たくましく）

## 施設概要
主な施設。建物は延床面積を記載。
- 校舎（6,418 m2[1]） - 鉄筋コンクリート造3階建て[11]
- 体育館（1,458 m2） - 鉄骨造平屋建て[11]
- プール
- 校庭（7,840 m2[1]）
- すいすい公園

## 児童・学級数

### 学年別の児童数と学級数
2024年度の学年別児童数と学級数。2024年4月時点。
通常学級は各学年2学級編成となっており、児童数はおおよそ50人前後である。今年度の新入生43人は、市内の小学校では千厩小や萩荘小に次いで6番目に多いが、10年前（2014年度）の79人と比較すると半減している。
| 学年   | 1年 | 2年 | 3年 | 4年 | 5年 | 6年 | 特別支援 | 合計 |
| ------ | --- | --- | --- | --- | --- | --- | -------- | ---- |
| 児童数 | 40  | 37  | 66  | 49  | 52  | 63  | 16       | 323  |
| 学級数 | 2   | 2   | 2   | 2   | 2   | 2   | 3        | 15   |

### 児童数と学級数の推移
2000年度以降の児童数と学級数の推移。
2000年度以降で最も多かったのは2003年度の667人で、各学年110人前後を有していた。その後は減少の一途を辿っており、2009年度に600人、2015年度に500人、2021年度には400人を割った。児童数の減少にあわせて学級数も減少しており、10年ほど前まで各学年3学級編成を維持していたが、2023年度以降はいずれの学年も2学級編成となっている。
| 年度                                                  | 児童数    | 増減 | 学級数  | 増減 | 出典   |
| ----------------------------------------------------- | --------- | ---- | ------- | ---- | ------ |
| 2000（平成12）年度                                    | 622       |      | 20      |      | [ 15 ] |
| 2001（平成13）年度                                    | 625       | 3    | 20      | 0    | [ 16 ] |
| 2002（平成14）年度                                    | 647       | 22   | 21      | 1    | [ 17 ] |
| 2003（平成15）年度                                    | 667（6）  | 20   | 21（2） | 0    | [ 14 ] |
| 2004（平成16）年度                                    | 654（7）  | －13 | 21（2） | 0    | [ 18 ] |
| 2005（平成17）年度                                    | 658（11） | 4    | 22（3） | 1    | [ 19 ] |
| 2006（平成18）年度                                    | 653（10） | －5  | 21（2） | －1  | [ 20 ] |
| 2007（平成19）年度                                    | 635（10） | －18 | 21（2） | 0    | [ 21 ] |
| 2008（平成20）年度                                    | 602（11） | －33 | 20（2） | －1  | [ 22 ] |
| 2009（平成21）年度                                    | 584（9）  | －18 | 20（2） | 0    | [ 23 ] |
| 2010（平成22）年度                                    | 560（9）  | －24 | 20（2） | 0    | [ 24 ] |
| 2011（平成23）年度                                    | 543（10） | －17 | 20（2） | 0    | [ 25 ] |
| 2012（平成24）年度                                    | 556（15） | 13   | 20（2） | 0    | [ 13 ] |
| 2013（平成25）年度                                    | 516（11） | －40 | 20（2） | 0    | [ 13 ] |
| 2014（平成26）年度                                    | 509（14） | －7  | 20（3） | 0    | [ 13 ] |
| 2015（平成27）年度                                    | 497（18） | －12 | 19（3） | －1  | [ 13 ] |
| 2016（平成28）年度                                    | 467（17） | －30 | 19（3） | 0    | [ 13 ] |
| 2017（平成29）年度                                    | 464（18） | －3  | 19（3） | 0    | [ 13 ] |
| 2018（平成30）年度                                    | 437（22） | －27 | 18（3） | －1  | [ 13 ] |
| 2019（令和元）年度                                    | 424（22） | －13 | 17（3） | －1  | [ 13 ] |
| 2020（令和2）年度                                     | 403（23） | －21 | 17（4） | 0    | [ 13 ] |
| 2021（令和3）年度                                     | 376（22） | －27 | 16（3） | －1  | [ 13 ] |
| 2022（令和4）年度                                     | 370（17） | －6  | 16（3） | 0    | [ 13 ] |
| 2023（令和5）年度                                     | 340（16） | －30 | 15（3） | －1  | [ 13 ] |
| 2024（令和6）年度                                     | 323（16） | －17 | 15（3） | 0    | [ 3 ]  |
| ※児童数・学級数内の括弧は特別支援児童・学級数（内数） |           |      |         |      |        |

## 学区
行政区を掲載。
- 一関地区
  - 一関5区 - 9区・19区・20区
  - 関が丘3区・4区
  - 高崎区、釣親区、台東区
- 真滝地区
  - 真滝12区のうち真柴字燕沢、真柴字堀場、真柴字中屋敷の一部
  - 真滝13区 - 15区
  - 東中田区
- 萩荘地区
  - 萩荘2区のうち、萩荘字鍋倉の一部

出典：

## 進学先の中学校
公立中学校の場合。
- 一関市立一関中学校（一関市真柴）

## アクセス

### 鉄道
- JR東日本・一ノ関駅から徒歩で約19分（1.4km弱）

### バス
- 「願成寺前」バス停（岩手県交通・一関市営バス）から徒歩で約8分（500m）
- 「南小学校前」バス停（一関市営バス）から徒歩すぐ

## 周辺
- 吸川
- 台町公園
- 瑞川寺
- 一関労働基準監督署
- 東北ヘアーモード学院

## 著名な出身者
- 小松彩夏 - 女優・モデル・グラビアアイドル[27]